# Zygoballus nervosus
Zygoballus nervosus là một loài nhện trong họ Salticidae.
Loài này thuộc chi Zygoballus. Zygoballus nervosus được Elizabeth Maria Gifford Peckham & George William Peckham miêu tả năm 1888.

## Hình ảnh

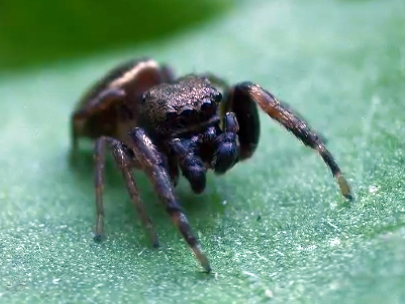
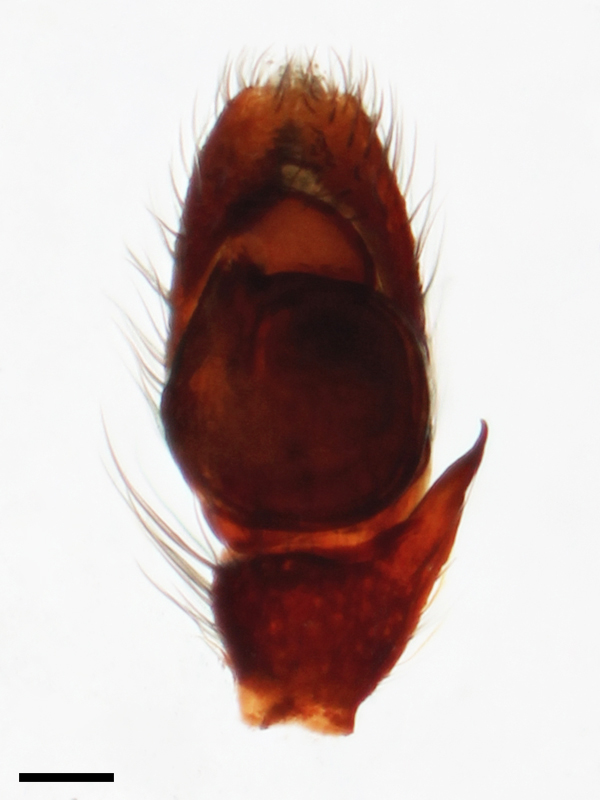
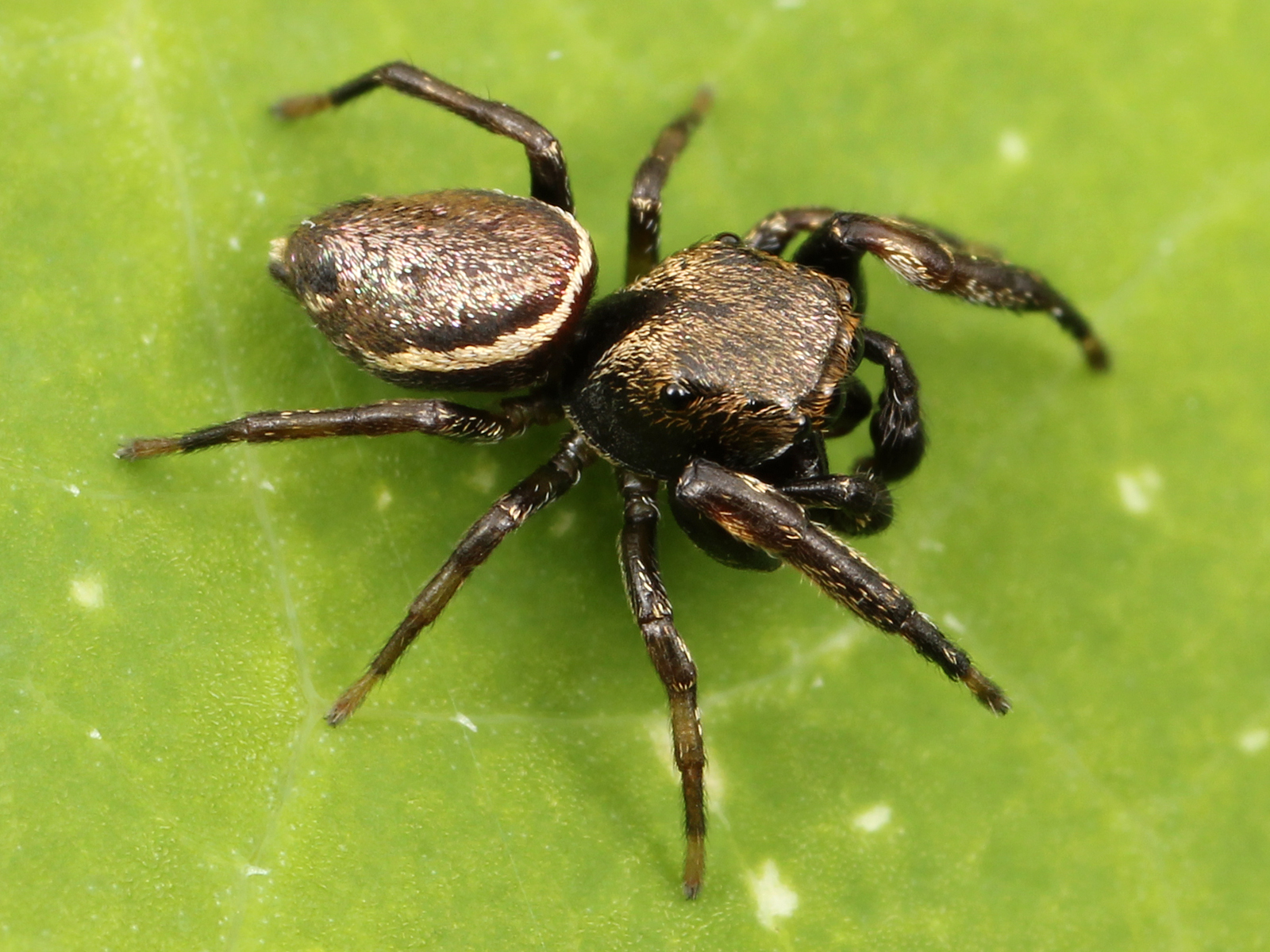
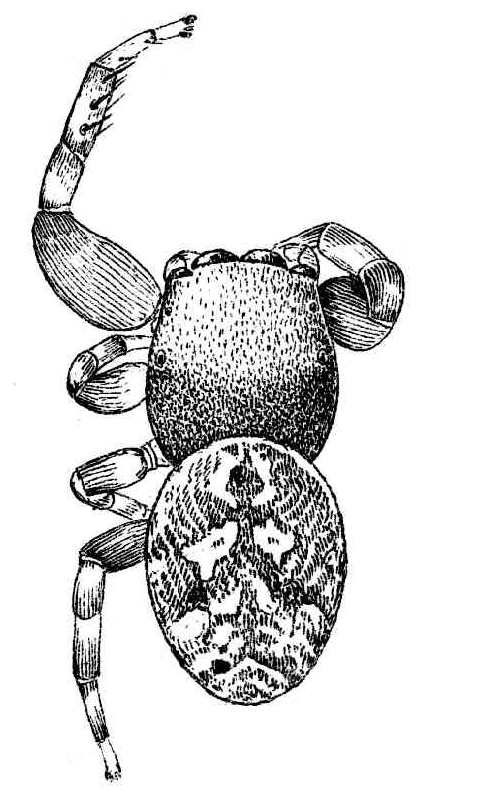